# Frontera entre Costa de Marfil y Ghana
La frontera entre Ghana y Costa de Marfil es la línea fronteriza de trazado sur-norte que separa el oeste de Ghana del este de Costa de Marfil en África Occidental, separando las regiones ghaneses de Septentrional, Occidental, y Brong-Ahafo, de los distritos marfileños de Zanzan, Moyen-Comoé y Sud-Comoé. Tiene 668 km de longitud. Comienza el norte al trifinio entre ambos países con Burkina Faso y luego iba hacia el sur, hasta el puerto ghanés de Beyin, en el litoral del golfo de Guinea (Océano Atlántico) Costa de Marfil fue colonia francesa desde las últimas décadas del siglo XIX y obtuvo su independencia en 1960. Ghana fue una colonia británica desde la segunda mitad del siglo XIX y obtuvo su independencia en 1957. han mantenido algunas disputas por la frontera marítima que se han resuelto últimamente.